# Paul Mariner
Paul Mariner   (Farnworth, 22 de maig de 1953 - Plymouth, 9 de juliol de 2021) fou un futbolista anglès de la dècada de 1980.

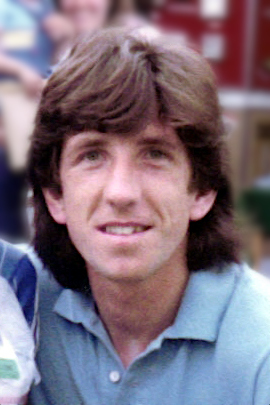
Mariner a Ipswich Town

Fou internacional amb la selecció d'Anglaterra amb la qual participà en la Copa del Món de futbol de 1982 i a l'Eurocopa de 1980. Defensà els colors de Plymouth Argyle, Ipswich Town FC, Arsenal FC i Portsmouth FC.
Fou entrenador al club de la Major League Soccer Toronto FC.

## Palmarès
Ipswich Town
- FA Cup: 1977-78
- Copa de la UEFA: 1980-81